# Fassman: l'increïble home radar
Fassman: l'increïble home radar és un telefilm dirigit per Joaquim Oristrell amb guió del mateix director i d'Anna Llauradó, sobre el mentalista Josep Mir i Rocafort, conegut com a Fassman, produït per Televisió de Catalunya, Mallerich Films Paco Poch, Televisión Española i Alicorn Films. Fou rodada al Teatre Principal, i a la Colònia Güell de Santa Coloma de Cervelló. La pel·lícula fou rodada en català i emesa per TV3 el 18 de gener de 2016. També fou doblada al castellà.

## Argument
El conegut mentalista i hipnotitzador Fassman (de veritable nom Josep Mir i Rocafort) ha de descobrir quin dels seus trenta alumnes de l’ Institut Fassman li ha enviat una carta anònima en la que qüestiona la seva professionalitat i amenaça amb acabar amb ell professionalment
El fet que en alguns moments es posés en dubte si Fassman tenia facultats clarividents va provocar que la seva filla es querellés contra la pel·lícula.

## Repartiment
- Juanjo Puigcorbé...	Fassman
- Nausicaa Bonnín	...	Rosa
- Enric Cambray	...	Jordi
- Carmen Balagué	...	Mercè
- Roger Casamajor	...	Rafel
- Berta Giraut	...	Josefina Badal
- Ferran Herrera	...	Pau Roig
- Jofre Borràs	...	Fernando Pereira
- Marc Galcerà	...	Pere Almirall
- Jordi Costa	...	Mateu
- Mercedes Sampietro	...	Conxa
- Pep Molina	...	Ramon
- Hermann Bonnín	...	Empresari

## Nominacions
Fou nominada al Gaudí a la millor pel·lícula per televisió el 2017.